# Stadlern
Stadlern település Németországban, azon belül Bajorországban. Lakosainak száma 521 fő (2023. december 31.). Stadlern Bělá nad Radbuzou, Rybník, Schönsee és Weiding községekkel határos.

## Népesség
A település népessége az elmúlt években az alábbi módon változott:
| Lakosok száma | 712  | 801  | 720  | 611  | 531  | 525  | 515  | 515  | 513  | 521  |
|               | 1875 | 1950 | 1975 | 1987 | 2012 | 2014 | 2016 | 2017 | 2021 | 2023 |